# Bertoni Flórián
Bertoni Flórián (Belgrád, 1734. – Buda, 1810. augusztus 3.) pálos rendi tanár.

## Élete
Budán nevelkedett és tanulmányainak végeztével a pálosok szerzetébe lépett és 1755-ben az ünnepélyes fogadalmat letette; tanította Pápán a grammatikai osztályt és Pesten a bölcseletet, majd Pécsett az egyházjogot; végre a nagyszombati egyetemhez 1774. október 23-án, a budai egyetemhez pedig 1782-ben az erkölcsi hittan tanárává neveztetett ki; 1785-ben nyugdíjazták.

## Munkái
1. Dissertatio de flammis piacularibus. Tyrnaviae, 1774
2. Dissertatio inaug. theologica d e purgatorio et suffragiis vivorum. Uo. 1775